# Juan Pérez (calciatore)
Juan de Dios Pérez Quijada (Panama, 1º  gennaio 1980) è un ex calciatore panamense, di ruolo centrocampista.

## Carriera

### Club
Ha giocato nel campionato panamense e brasiliano.

### Nazionale
Con la maglia della Nazionale ha collezionato 35 presenze tra il 2007 e il 2013.